# Kardiorespiratorische Polygraphie
Die kardiorespiratorische Polygraphie (auch: Cardiorespiratorische Polygraphie) ist eine Untersuchungsmethode in der Schlafmedizin zur Diagnostik des obstruktiven Schlafapnoe-Syndroms.

## Umfang der Untersuchung
Zu dieser Untersuchung gehören
- Elektrokardiogramm (EKG),
- Messung der Sauerstoffsättigung des Blutes,
- Kontinuierliche Atemflussmessung an Mund und Nase,
- Registrierung der Körperlage mittels Lagesensoren,
- Videokontrolle zu elektrophysiologischer Aufzeichnung und Verhalten (fakultativ) und
- Kontrolle der Beatmung unter nCPAP- oder BiPAP-Bedingungen (fakultativ)

jeweils mit einer Dauer von mindestens sechs Stunden.
Dieser Leistungskomplex wird in der Abrechnung auch als „Kleines Schlaflabor“ bezeichnet.

## Alternativen
Diese gegenüber der Polysomnographie vereinfachte Untersuchungsmethode ist für die Diagnostik anderer Schlafstörungen als dem obstruktiven Schlafapnoe-Syndrom nicht empfohlen. Im Zusammenhang mit komorbiden Erkrankungen muss deshalb auf die umfangreichere Untersuchungsmethode zurückgegriffen werden.
Unter dem Sammelbegriff Polygraphie kommen für schlafbezogene Atmungsstörungen auch portable, als „Polygraphiesysteme“ bezeichnete Geräte mit bis zu sechs Mess-Kanälen zur Anwendung.